# 스리랑카의 세계유산

스리랑카의 세계유산은 유네스코 문화유산의 등록 기준을 충족하여 등재된 스리랑카의 세계유산이다. 스리랑카는 6건의 문화유산과 2건의 자연유산을 보유하고 있다.

## 목록

### 문화유산
| No. | 사진 | 등록명                 | 소재지        | 등록년도 | 등록기준      | 유네스코 지정번호 | 비고 |
| 1   |      | 아누라다푸라 신성 도시 | 중북부주      | 1982년   | (ⅱ), (ⅲ), (ⅵ) | 200               |      |
| 2   |      | 폴로나루와 고대 도시   | 중북부주      | 1982년   | (ⅱ), (ⅲ), (ⅵ) | 201               |      |
| 3   | 미선 | 시기리야 고대 도시     | 중부주        | 1982년   | (ⅱ), (ⅲ), (ⅵ) | 202               |      |
| 4   |      | 캔디 신성 도시         | 중부주 캔디   | 1988년   | (ⅳ), (ⅵ)      | 450               |      |
| 5   |      | 갈 옛 시가지와 요새    | 남부주 갈     | 1988년   | (ⅳ)           | 451               |      |
| 6   |      | 담불라 황금 사원       | 중부주 마탈레 | 1991년   | (ⅰ), (ⅵ)      | 561               |      |

### 자연유산
| No. | 사진 | 등록명                     | 소재지                | 등록년도 | 등록기준 | 유네스코 지정번호 | 비고 |
| 1   |      | 신하라자 산림 보존 지역    | 사바라가무와주 남부주 | 1988년   | (ⅸ), (ⅹ) | 405               |      |
| 2   |      | 스리랑카의 센트럴 하이랜드 | 중부주 사바라가무와주 | 2010년   | (ⅸ), (ⅹ) | 1203              |      |